# Cloud Strife
Cloud Strife is de belangrijkste protagonist in Squares (nu Square Enix') computerrollenspel (RPG) Final Fantasy VII en verschillende andere games en spin-offs in de Compilation of Final Fantasy VII. Het originele ontwerp werd gemaakt door Final Fantasy VII Character Designer Tetsuya Nomura.
Het uiterlijk van Cloud wordt gekenmerkt door piekig blond haar, groenig- blauwe ogen, paarse of zwarte kleren en zijn Busterzwaard, dat vroeger in het bezit was van zijn vriend Zack Fair. Cloud heeft eerst een afstandelijke houding, maar naarmate het verhaal vordert groeit hij in de rol van leider.
Cloud is verschenen in verschillende titels buiten het Final Fantasy-universum. Titels als Itadaki Street Special, Final Fantasy Tactics, Super Smash Bros. Wii U en de Kingdom Hearts-serie. Zijn stem is gedaan door Takahiro Sakurai voor zijn Japanse verschijningen met Nozomu Sasaki die als eerst Cloud z'n stem deed in de game Ehrgeiz en Steve Burton voor zijn Engelse verschijningen.

## Creatie en invloed
Volgens Tetsuya Nomura, de Character Designer van Final Fantasy VII, waren de originele parameters voor Clouds ontwerp perfect voor naar achteren gestreken, zwart haar zonder pieken. Dit zou als contrast moeten dienen tegenover het lange, golvende, zilveren haar van de belangrijkste antagonist van het spel, Sephiroth. Maar om Cloud meer naar voren te laten komen als protagonist veranderde Nomura zijn ontwerp naar het blonde, piekende haar. Het lijkt erop dat het originele zwarte haar aan Zack is gegeven.
Cloud wordt afgebeeld in blauwe kleren, maar in het originele Final Fantasy VII spel lijkt het paars. In Kingdom Hearts draagt hij een klauw en een rode mantel. Tetsuya Nomura heeft te kennen gegeven dat Clouds linkerarm geïnspireerd is door Vincent Valentine.

## Verschijningen
Cloud is de belangrijkste protagonist in Final Fantasy VII. Hij wordt geïntroduceerd als een huurling en een ex-SOLDIER, een militaire organisatie die deel uitmaakt van de Shinra Corporation. Tijdens een missie waarin hij samenwerkt met de anti-Shinra-organisatie AVALANCHE ontmoet hij een jonge vrouw die Aerith Gainsborough heet. Zij wordt gezocht door een afdeling binnen de Shinra Corporation die de Turks worden genoemd. Cloud werd geboren in het bergdorpje Nibelheim, samen met zijn jeugdvriendin Tifa Lockhart. Cloud wordt deel van SOLDIER om indruk te maken op Tifa, waar hij verliefd op is geworden, door net zo sterk te worden als de legendarische SOLDIER- 1st Class Sephiroth.
Vroeg in het spel is Clouds verleden een mysterie. Hij zegt dat hij in Nibelheim was toen Sephiroth doordraaide en de complete bevolking afslachtte. Nadat hij een gewonde Tifa had gevonden, zocht hij de confrontatie met Sephiroth. Gedurende het spel wordt duidelijk dat Clouds herinneringen van deze en andere gebeurtenissen niet goed zijn, waardoor hij niet logisch kan denken. Cloud heeft niet de volledige controle over zijn gedachten en lijdt aan geheugenverlies. Hij was wel in Nibelheim toen Sephiroth doordraaide, maar hij was daar niet als een hooggeplaatste SOLDIER, maar als een normale Shinra Infantry-man onder de leiding van Sephiroth en een andere man genaamd Zack Fair. Na het incident werd er vier jaar lang op Cloud en Zack geëxperimenteerd met het genetisch materiaal van een buitenaardse levensvorm, genaamd Jenova. De twee ontsnappen, maar worden gepakt door Shinra-troepen. Zack is dodelijk gewond geraakt nadat hij geprobeerd heeft Cloud te beschermen tegen de achtervolgende Shinra-troepen. Cloud kruipt naar Zack toe voordat hij sterft, en Zack verteld Cloud dat hij zijn levende nalatenschap zal zijn. De volgende scène, ter herinnering aan Zack, laat Cloud zien boven op een trein die onderweg is naar Mako Reactor #1 aan het begin van Final Fantasy VII. Cloud neemt Zacks persoonlijkheid aan tijdens het spel, totdat hij samen met Tifa zijn persoonlijkheid terugvindt in de Lifestream.